# Hylaeus paradifformis
Hylaeus paradifformis är en biart som beskrevs av Ikudome 1989. Hylaeus paradifformis ingår i släktet citronbin, och familjen korttungebin. Inga underarter finns listade i Catalogue of Life.